# NGC 6478
NGC 6478 is een spiraalvormig sterrenstelsel in het sterrenbeeld Draak. Het hemelobject werd op 30 mei 1886 ontdekt door de Amerikaanse astronoom Lewis A. Swift. NGC 6478 bevindt zich, vanaf de aarde gezien, een derde van een graad ten noorden van de ster 30 Draconis (magnitude +5).

## Synoniemen
- UGC 10998
- MCG 9-29-32
- ZWG 278.33
- IRAS 17474+5110
- PGC 60896